# 1212年
| 千纪： | 2千纪 |
| 世纪： | 12世纪 \| 13世纪 \| 14世纪                                                                                     |
| 年代： | 1180年代 \| 1190年代 \| 1200年代 \| 1210年代 \| 1220年代 \| 1230年代 \| 1240年代                               |
| 年份： | 1207年 \| 1208年 \| 1209年 \| 1210年 \| 1211年 \| 1212年 \| 1213年 \| 1214年 \| 1215年 \| 1216年 \| 1217年     |
| 纪年： | 壬申年（猴年）；西夏光定二年；大理天开八年；金崇慶元年；蒙古太祖七年；南宋嘉定五年；越南建嘉二年；日本建曆二年 |

## 大事记
- 正月初一（己酉朔日，陽歷2月5日），金朝皇帝完顏永濟改元崇慶，赦。
- 遼朝宗室耶律留哥、耶律的在隆安（今吉林省農安縣）、韓州（吉林省梨樹縣）一帶起軍反抗金朝，在蒙古帝國的庇護下撃破金兵。
- 西喀喇汗国亡于花剌子模王朝。
- 7月16日——以卡斯蒂利亞國王阿方索八世為首的基督教聯軍在拉斯納瓦斯·德·托洛薩會戰(Battle of Las Navas de Tolosa)大敗北非柏柏爾人阿爾摩哈德王朝（或稱穆瓦希德王朝）軍，阿爾摩哈德王朝開始走向衰落。
- 兒童十字軍事件。
- 梁贊－普龍斯克系的格列布二世·弗拉基米羅維奇趕走弗拉基米爾軍隊複國。

## 出生
- 伊莎貝拉二世 (耶路撒冷)，神聖羅馬帝國腓特烈二世的王后。

## 逝世
- 奧斯曼·伊本·易卜拉欣，西喀喇汗國末代可汗。
- 郝大通，號廣寧子，全真七子之一。